# Gloriana (groupe)
Pour l'opéra de Britten, voir Gloriana.
Gloriana est un groupe américain de musique country fondé en 2008 à Nashville, Tennessee. Il est composé des deux frères Tom et Mike Gossin (voix et guitares) ainsi que Rachel Reinert (voix).
L'ex membre Cheyenne Kimball a décidé de quitter le groupe en 2011. Avant la création du groupe, cette dernière avait une carrière solo chez Epic Records qu'elle avait commencée à la suite de son succès dans l'émission "America's Most Talented Kid", en 2002.

## Histoire
Les frères Tom et Mike Gossin naquirent à Utica, dans l'État de New York. Ils commencèrent des leçons de piano à partir de l'âge de 5 ans et Tom commença à étudier la guitare avec l'aide d'un jazzmen local. Tom fonda son premier groupe pendant ses années d'enseignement secondaire. Il déménagea ensuite à Wilmington, en Caroline du Nord, avec deux des membres de son groupe. Il rejoignit l'université de Caroline du Nord de Wilmington où il s'est spécialisé dans la guitare.
Cependant, il a arrêta cet apprentissage pour poursuivre une carrière d'auteur compositeur interprète indépendant, créant ses propres albums. Mike, qui avait également formé son propre groupe au lycée, s'est déplacé à Wilmington pour rejoindre Tom et leur autre frère, Steve. Tom et Mike se déménagèrent ensuite à Nashville, dans le Tennessee, où ils commencèrent à se produite en duo.
Rachel Reinert, native de Marietta, en Géorgie, est allé au lycée de Santa Ana, en Californie. Après être allé dans une école d'arts du spectacle, elle a commencé à écrire des chansons et à jouer de la guitare seule. Avec l'aide d'un professeur, elle commença à enregistrer des démos et à être signée à l'âge de 15 ans. Les frères Gossin rencontrèrent Rachel par le biais de sa page MySpace, et elle commença à se produire après son arrivée à Nashville.
La quatrième et dernière membre du groupe, Cheyenne Kimball est née à Jacksonville, en Caroline du Nord. Interprète à l'âge de 10 ans, elle participa à l'émission "America's Most Talented Kid". Un an après sa victoire, elle sortit son premier album solo chez Epic Records. Elle rejoignit les frères Gossin et Reinart après leur rencontre dans une boîte de nuit.
Une fois le groupe en place, ils commencèrent à enregistrer des démos et à l'envoyer à Emblem Records, un label appartenant à Matt Serletic, un producteur de musique qui travailla entre autres avec Matchbox 20. Au début de l'année 2009, le groupe réalise son premier single "Wild at Heart" qui devient la meilleure vente de musique country de l'année. En mai 2009, Gloriana réalise un EP de quatre titres dont "Wild at Heart".

## Discographie

### Singles
| Année                                         | Single                      | Meilleures positions | Meilleures positions | Meilleures positions | Meilleures positions | Certifications | Album                        |
| Année                                         | Single                      | US Country           | US Country Airplay   | US                   | CAN                  | Certifications | Album                        |
| --------------------------------------------- | --------------------------- | -------------------- | -------------------- | -------------------- | -------------------- | -------------- | ---------------------------- |
| 2009                                          | "Wild at Heart"             | 15                   | —                    | 53                   | —                    | - US: Or       | Gloriana                     |
| 2009                                          | "How Far Do You Wanna Go?"  | 36                   | —                    | —                    | —                    |                | Gloriana                     |
| 2010                                          | "The World Is Ours Tonight" | 37                   | —                    | —                    | —                    |                | Gloriana                     |
| 2011                                          | "Wanna Take You Home"       | 34                   | —                    | —                    | —                    |                | A Thousand Miles Left Behind |
| 2011                                          | "(Kissed You) Good Night"   | 2                    | —                    | 34                   | 60                   | - US: Platine  | A Thousand Miles Left Behind |
| 2012                                          | "Can't Shake You"           | 20                   | 16                   | 83                   | —                    |                | A Thousand Miles Left Behind |
| 2014                                          | "Best Night Ever"           | 46                   | 37                   | —                    | —                    |                | NC                           |
| 2014                                          | "Trouble"                   | 36                   | 24                   | —                    | —                    |                | Three                        |
| "—" signifie que le titre ne s'est pas classé |                             |                      |                      |                      |                      |                |                              |

## Récompenses et nominations
| Année | Association                     | Catégorie                                                                   | Résultat   |
| ----- | ------------------------------- | --------------------------------------------------------------------------- | ---------- |
| 2009  | CMT Music Awards                | Clip vidéo d'un groupe de l'année — "Wild at Heart"                         | Nomination |
| 2009  | CMT Music Awards                | USA Weekend Breakthrough Video of the Year — "Wild at Heart"                | Nomination |
| 2009  | CMT Music Awards                | Nationwide On Your Side Award                                               | Lauréat    |
| 2009  | American Music Awards           | Breakthrough Artist of the Year                                             | Lauréat    |
| 2010  | Academy of Country Music Awards | Top New Vocal Group                                                         | Lauréat    |
| 2010  | Academy of Country Music Awards | Top New Artist                                                              | Nomination |
| 2010  | CMT Music Awards                | Group Video of the Year - How Far Do You Wanna Go?                          | Nomination |
| 2010  | Teen Choice Awards              | Choice Country Group                                                        | Nomination |
| 2012  | American Country Awards         | Artist of the Year: Breakthrough                                            | Nomination |
| 2012  | American Country Awards         | Single of the Year: Breakthrough — "(Kissed You) Good Night"                | Nomination |
| 2012  | American Country Awards         | Music Video of the Year: Group or Collaboration — "(Kissed You) Good Night" | Nomination |